# Masayuki Mori (Produzent)
Masayuki Mori (jap. 森 昌行, Mori Masayuki; * 1953 in der Präfektur Tottori, Japan) ist ein japanischer Filmproduzent.
Er schloss 1976 die Aoyama-Gakuin-Universität ab. Von ihm wurden unter anderem die Filme Hana-Bi, Brother, Kids Return und Dolls produziert. Er arbeitet oft mit dem Regisseur Kitano Takeshi zusammen.